# Let It Be
Let It Be este al 12-lea și totodată ultimul album de studio lansat de trupa rock The Beatles pe data de 8 mai 1970.
Cele mai multe dintre melodiile de pe albumul Let It Be au fost înregistrate în ianuarie 1969, înainte de înregistrarea și lansarea albumului Abbey Road. Din acest motiv, unii critici și fani, cum ar fi Mark Lewisohn, susțin că Abbey Road ar trebui să fie considerat albumul final al grupului.
Odată cu lansarea albumului apare și un film documentar, intitulat de asemenea Let It Be și realizat tot pe baza sesiunilor din ianuarie 1969.
Repetițiile și sesiunile de înregistrare pentru album nu s-au desfășurat însă fără probleme. Pe toată durata producției albumului au avut loc discuții în contradictoriu și certuri, tensiunea din cadrul grupului fiind în continuă creștere.

## Melodii
Toate piesele scrise de către John Lennon/Paul McCartney, cu excepția cazului în care este specificat altfel:. 
| Nr. | Titlu                                                           | Vocalist             | Lungime |
| --- | --------------------------------------------------------------- | -------------------- | ------- |
| 1.  | „"Two of Us"”                                                   | McCartney and Lennon | 3:33    |
| 2.  | „"Dig a Pony"”                                                  | Lennon               | 3:52    |
| 3.  | „"Across the Universe"”                                         | Lennon               | 3:47    |
| 4.  | „"I Me Mine"” (George Harrison)                                 | Harrison             | 2:25    |
| 5.  | „"Dig It"” (Lennon/McCartney/Harrison/Starkey)                  | Lennon               | 0:49    |
| 6.  | „"Let It Be"”                                                   | McCartney            | 4:01    |
| 7.  | „"Maggie Mae"” (traditional, Lennon/McCartney/Harrison/Starkey) | Lennon and McCartney | 0:41    |
| 8.  | „"I've Got a Feeling"”                                          | McCartney and Lennon | 3:37    |
| 9.  | „"One After 909"”                                               | Lennon and McCartney | 2:52    |
| 10. | „"The Long and Winding Road"”                                   | McCartney            | 3:37    |
| 11. | „"For You Blue"” (Harrison)                                     | Harrison             | 2:32    |
| 12. | „"Get Back"”                                                    | McCartney            | 3:07    |